# Creem
Creem (очень часто употребляется стилизованная форма CREEM) — американский ежемесячный рок-журнал, впервые опубликованный в марте 1969 года Barry Kramer'ом и редактором Tony Reay'ем. Издание журнала было приостановлено в 1989 году, но получило кратковременное возрождение в начале 1990-х годов в качестве глянцевого таблоида. Лестер Бэнгс, известный как «великий американский рок-критик», стал редактором журнала в 1971 году. Термин «панк-рок» был введён в статье о группе Question Mark & the Mysterians, авторства Дэйва Марша. Аналогичным образом термин «хэви-метал» был введён в статье о группе Sir Lord Baltimore, авторства Mike Saunders.
CREEM был на пике популярности на ранних этапах панк-рока и нью-вейва. Сильной поддержкой журнала пользовались Лу Рид, Дэвид Боуи, Roxy Music, Blondie и The New York Dolls, до получения широкой известности. В 1980-х CREEM также опередил остальных в освещении таких будущих рок-икон, как R.E.M., The Replacements, The Smiths, The Cure и многих других. Журнал также первым восхвалял таких металлистов, как Motörhead, Kiss, Judas Priest и Van Halen.
Roger "Buzz" Osborne, гитарист группы Melvins, учил Курта Кобейна панку, предоставляя ему записи и старые копии CREEM. Элис Купер ссылается на журнал в своей песне «Detroit City».